# Letis hercyna
Letis hercyna är en fjärilsart som beskrevs av Dru Drury 1773. Letis hercyna ingår i släktet Letis och familjen nattflyn. Inga underarter finns listade i Catalogue of Life.